# Es Pontàs
Pour les articles homonymes, voir Pontas.
Es Pontàs est un îlot et une arche naturelle en roche calcaire, d'une hauteur d'environ 20 mètres, dans la partie sud-est de Majorque dans les îles Baléares. L'arche est située sur le littoral entre Cala Santanyí et Cala Llombards, dans la municipalité de Santanyí.
Es Pontàs est aussi le nom de la voie d'escalade en psicobloc, ouverte dans le dévers de l'arche en septembre 2007 par le grimpeur américain Chris Sharma.